# Cóbdar
Cóbdar er en by og kommune i det sydøstlige Spanien i provinsen Almería. Den har et indbyggertal på 190 (2024) indbyggere.